# Antíoco X Eusébio
Antíoco X Eusébio Filopátor foi um membro da dinastia selêucida e rei da Síria.

## Família
Ele era filho de Antíoco IX de Cízico, filho de Cleópatra Teia e Antíoco VII Sideta;
Seu pai, Antíoco de Cízico, havia derrotado Antíoco VIII Gripo, meio-irmão de Antíoco de Cízico, por ser filho de Demétrio II Nicátor e Cleópatra Teia; Demétrio I Sóter era o pai de Demétrio II Nicátor  e Antíoco VII Sideta.
Seleuco VI Epifânio Nicátor, filho de Antíoco VIII, derrotou seu tio Antíoco IX e tomou o trono, mas ele era violento e tirânico, e foi queimado até a morte no ginásio de Mopso, cidade da Cilícia.

## Reinado
Antíoco X Eusébio, filho de Antíoco IX, foi o sucessor de Seleuco VI. Mas Seleuco tinha dois irmãos, Filipe I Filadelfo e Antíoco, gêmeos, que reuniram um exército, capturaram a cidade de Mopsuéstia e a destruíram. Antíoco, irmão de Seleuco, morreu quando caiu com seu cavalo no Rio Orontes e foi levado pela correnteza, e Filipe, irmão de Seleuco e filho de Antíoco Gripo, continuou a luta contra Antíoco X Eusébio, o filho de Antíoco de Cízico.
De acordo com Eusébio de Cesareia, no início do terceiro ano da 171a olimpíada, Filipe, filho de Gripo e Antíoco, filho de Antíoco de Cízico, lutaram em uma batalha pelo controle da Síria, já que cada um controlava uma parte. Antíoco foi derrotado, e fugiu para os partos; em seguida, ele se rendeu a Pompeu, esperando recuperar a Síria.
De acordo com Apiano, citando fontes dos sírios, Antíoco X Eusébio ganhou o cognome de Pio por ter escapado de uma trama por seu primo Seleuco, mas sua opinião é que ele foi salvo por uma bela prostituta, por quem ele estava apaixonado, e que o apelido Pio foi uma piada, porque ele se casou com Cleópatra Selene I, que tinha sido esposa do seu pai, Antíoco de Cízico, e do seu tio, Antíoco Gripo. Por ter casado com a esposa do pai, ele foi perseguido pelos deuses, e foi derrubado por Tigranes, o Grande, rei da Arménia.

## Filho
Antíoco XIII Asiático foi o filho de Antíoco X Eusébio e Cleópatra Selene I, e recebeu o apelido de asiático porque cresceu na Ásia. Segundo Apiano, Antíoco Asiático foi o último rei selêucida, e teve seu trono retirado por Pompeu. 